# Francisco Salmerón y Alonso
Francisco María Salmerón y Alonso, (Torrejón de Ardoz, 28 de maig de 1822 – Madrid, 21 de novembre de 1878) va ser un polític i ministre espanyol.

Fill de Francisco Salmerón López i de Rosalía Alonso García, tots dos naturals de Alhama la Seca, l'actual Alhama de Almería, província d'Almeria, els qui es van veure obligats a residir per algun temps a Torrejón per efecte de les persecucions polítiques que van tenir lloc a la seva província. Es van traslladar després a la seva terra d'origen, en la qual va aprendre llatí i humanitats sota la direcció del seu pare, sense sortir amb prou feines del poble. Va estudiar filosofia en el seminari d'Almeria, amb el mateix aprofitament que va mostrar en la resta de la seva carrera, i va començar dret en el Col·legi Major de San Bartolomé i Santiago de Granada, mudant-se de nou en 1842 a Madrid per estudiar el quart any de la carrera. Era germà gran del que seria president de la Primera República Espanyola, Nicolás Salmerón (1838-1908).
En 1847 inicia la seva carrera com advocat criminalista i comença a publicar articles en periòdics i revistes com La Restauración, La Reforma i La Revista Jurídica entre d'altres, on exposa les seves idees a favor del sufragi universal, l'ensenyament obligatori i en contra de la pena de mort.
En 1848 va intervenir activament en el procés revolucionari conegut com la Revolució de 1848 el que li va valer ser perseguit i finalment empresonat al Saladero en 1854. Després de ser alliberat intervindrà en els processos revolucionaris que donaran lloc al Bienni Progressista (1854 – 1856) sent secretari de la Junta Central i formant part de la comissió que va sol·licitar a Isabel II el nomenament d'un govern liberal que apaivagués els disturbis de carrer.
En les Corts Constituents sorgides arran del triomf de la revolució, va ser elegit diputat per Almeria i destacaria en les mateixes per la seva oratòria i defensa d'idees progressistes com la llibertat de culte i de premsa.
Quan al juliol de 1856 es produeix el cop d'estat del general O'Donnell que acabarà amb el bienni progressista, va sofrir a l'interior del Congrés el bombardeig al fet que aquest va ser sotmès per l'exèrcit.
Participa activament en la Revolució de 1868 i és escollit secretari de la Junta de Defensa de Madrid que hauria d'aprovar una declaració de drets que recolliria totes les idees progressistes que Salmerón defensava. Escollit diputat per Almeria en les eleccions generals espanyoles de 1869, es va mostrar partidari d'escollir nou rei al general Espartero però quan el triat va ser Amadeu I va acatar l'elecció i va reconèixer al nou sobirà sent nomenat ministre d'Ultramar en un dels governs que va presidir Manuel Ruiz Zorrilla.
Quan l'abdicació d'Amadeu I va desembocar en la proclamació de la Primera República Espanyola, Salmerón es va convertir en un ardent defensor de la mateixa i participaria en el primer govern de la República sota la presidència d'Estanislau Figueras i de Moragas com a ministre d'Ultramar entre l'11 de febrer i el 24 de febrer de 1873.
Quan el 18 de juliol de 1873 és elegit president de la República el seu germà Nicolás, Francisco Salmerón és nomenat President del Congrés, ja que ocuparà fins al 6 de setembre quan és escollitt un nou govern presidit per Emilio Castelar.
Després de la caiguda de la República i la restauració monàrquica, Francisco Salmerón abandona la vida política i morirà a Madrid el 21 de novembre de 1878.